# زغبة أنغولية
زغبة أنغولية (الاسم العلمي: Graphiurus angolensis) (بالإنجليزية: Angolan African Dormouse)‏ هو نوع من الثدييات يتبع جنس الزغبة الأفريقية من فصيلة الزغبات.
تعد الزغبة الأفريقية الأنغولية (Graphiurus angolensis) نوع من القوارض في عائلة Gliridae. وجدت في وسط وشمال أنغولا وغرب زامبيا و تم تسجيلها من سبع مناطق على مدى ارتفاع من 1000 إلى 2000 متر (3300 إلى 6600 قدم) فوق مستوى سطح البحر.موطنها الطبيعي هو الغابات الاستوائية الجافة.